# レノラ・デ・バロス
レノラ・デ・バロス（Lenora de Barros、1953年11月6日 - ）は、ブラジルのアーティストで詩人。サンパウロ大学で言語学を学び、その後1970年代に芸術的実践を確立し、ビデオ、パフォーマンス、写真、インスタレーションなど、さまざまなメディアを通じて言語の探求に取り組んできた。
バロスはヴィジュアル・ポエトリーで活動を始めた。初期の作品は、コンクリート・ポエトリー、特にノイガンドレス (Noigandres) のグループから大きな影響を受け、そしてポップアート、ボディアート、コンセプチュアルアートの形式を取り入れた。
彼女の作品は、特にサウンド・インスタレーションとボイス・パフォーマンスを通して、言葉の響きに焦点を合わせるように発展した。
レノラはブラジルのコンクリート・アート（Concrete art）の先駆者ジェラルド・デ・バロス（Geraldo de Barros）の娘であり、スイスを拠点とするアーティスト、ファビアナ・デ・バロス（Fabiana de Barros）の姉妹である。